# Sint-Petruskerk (Keulen)
De Sint-Petruskerk is een gotisch kerkgebouw in Keulen en werd gebouwd op de plaats van een kerk uit de 12e eeuw. In deze kerk werd de schilder Peter Paul Rubens gedoopt. De kerk wordt door Jezuïeten bestuurd.
De Sint-Petruskerk en de naastgelegen Sint Ceciliakerk vormen samen het enige overgebleven kerkenensemble van een stiftkerk en parochiekerk in Keulen. Voor de secularisatie in 1802 waren twee kerken naast elkaar in Keulen een veel voorkomend verschijnsel. Tijdens de Franse tijd werden alle kloosters gesloten en moest op last van de overheid ofwel de stiftskerk dan wel de parochiekerk worden afgebroken.

## Geschiedenis en architectuur
De laatgotische kerk werd gebouwd in de jaren 1513-1525 en is een drieschepige basiliek met aan drie zijden brede galerijen. De romaanse westelijke toren dateert van het jaar 1170. Daarom valt ook deze kerk onder de hoede van de vereniging Förderverein Romanische Kirchen Köln.
Rubens, die zijn eerste twaalf jaren van zijn leven in de parochie doorbracht en wiens vader in de kerk werd bijgezet, schilderde voor de Sint-Petruskerk twee jaar voor zijn dood in 1638 het schilderij De Kruisiging van Petrus. Het schilderij, dat oorspronkelijk voor het hoogaltaar werd gemaakt, is het meest waarvolle voorwerp van de kerk en bevindt zich tegenwoordig rechts van het koor.
In de Tweede Wereldoorlog werd de kerk tot op de buitenmuren en enkele netgewelven in de zijschepen verwoest. De parochiegemeenschap, die ooit tot de grootste van Keulen werd gerekend, kromp in die periode van 7500 zielen voor de oorlog tot 600 parochianen. Na de oorlog werden de gewelven van de kerk bij de herbouw niet hersteld, maar kreeg de kerk een vlak plafond.